# Reri Grist
Reri Grist (New York, 29 febbraio 1932) è un soprano statunitense.

## Biografia
Durante la giovinezza si esibì a Broadway in piccoli ruoli nei musical assieme a Ossie Davis, Ruby Dee, Lawrence Tibbett ed Eartha Kitt; nel frattempo perfezionava la sua tecnica vocale studiando privatamente con Claire Gelda.
La prima apparizione nel mondo dell'opera fu il ruolo della Signora Herz ne L'impresario teatrale di Mozart, eseguito in forma di concerto. Nel 1956 fece il vero debutto sul palcoscenico nel ruolo di Cindy Lou nel musical di Oscar Hammerstein Carmen Jones, ispirato all'opera Carmen. Fu la prima Consuelo nel cast originale del classico di Leonard Bernstein West Side Story nel 1957, rendendo celebre il brano Somewhere. Poco tempo dopo, fu lo stesso Bernstein a introdurla definitivamente nel mondo della musica classica quando la volle per il ruolo di soprano nella Sinfonia n. 4 di Gustav Mahler con la New York Philharmonic.
Il debutto vero e proprio in una rappresentazione operistica fu nel 1959 alla Santa Fe Opera, nel ruolo di Adele in Die Fledermaus, seguito da quello di Blonde ne Il ratto dal serraglio. In quell'occasione ad ascoltarla c'era Igor' Fëdorovič Stravinskij, che la invitò a interpretare il suo Le rossignol sotto la sua direzione, con la Washington Opera Society. Il ruolo con cui debuttò in Europa nel 1960 fu la Regina della Notte ne Il flauto magico all'Opera di Colonia. 
Dal 1960 al 1966 fece parte della compagnia del teatro dell'opera di Zurigo, dove debuttò nei ruoli di Zerbinetta (Ariadne auf Naxos), Sophie (Der Rosenkavalier) e Adina (L'elisir d'amore). I consensi raccolti nella città svizzera la resero molto richiesta, e nel 1962 cantò per la prima volta alla Royal Opera House di Londra ne Il gallo d'oro di Rimskij-Korsakov e al Festival di Glyndebourne come Despina in Così fan tutte. Nel 1963 fu alla Staatsoper di Vienna e all'Opera di San Francisco,
Nel 1964 fu invitata al Festival di Salisburgo per il ruolo di Zerbinetta; alla rassegna mozartiana partecipò complessivamente dodici volte. Il 25 febbraio 1966 debuttò al Metropolitan Opera di New York, sua città natale, nel ruolo di Rosina; al Met interpretò anche Adina, Norina, Gilda, Olympia, Oscar, Sophie. 
L'ultima apparizione in scena della fu nel 1991 alla De Nederlandse Opera di Amsterdam in Neither di Morton Feldman. Nel dicembre 2007 apparve per l'ultima volta sul palcoscenico al Gypsy of the Year/Equity Fights Aids Gala a Broadway, gala in onore del cinquantesimo anniversario del musical West Side Story e del cast originale: cantò in quell'occasione di nuovo Somewhere.
Tipico soprano leggero di coloratura, è stata una delle prime cantanti liriche di colore ad ottenere un successo internazionale. Si è dedicata all'insegnamento.

## Repertorio
| Ruolo                                | Titolo                        | Autore           |
| ------------------------------------ | ----------------------------- | ---------------- |
| Consuelo Voce fuori scena            | West Side Story               | Bernstein        |
| Adina                                | L'elisir d'amore              | Donizetti        |
| Marie                                | La Fille du régiment          | Donizetti        |
| Norina                               | Don Pasquale                  | Donizetti        |
| Manon                                | Manon                         | Massenet         |
| Aminta                               | Il re pastore                 | Mozart           |
| Blonde                               | Die Entführung aus dem Serail | Mozart           |
| Madame Herz Mademoiselle Silberklang | Der Schauspieldirektor        | Mozart           |
| Susanna                              | Le nozze di Figaro            | Mozart           |
| Zerlina                              | Don Giovanni                  | Mozart           |
| Despina                              | Così fan tutte                | Mozart           |
| Königin der Nacht Papagena           | Die Zauberflöte               | Mozart           |
| Olympia                              | Les contes d'Hoffmann         | Offenbach        |
| La Zarina di Šemacha                 | Le coq d'or                   | Rimskij-Korsakov |
| Rosina                               | Il barbiere di Siviglia       | Rossini          |
| Adele                                | Die Fledermaus                | Strauss, Johann  |
| Sophie                               | Der Rosenkavalier             | Strauss, Richard |
| Zerbinetta                           | Ariadne auf Naxos             | Strauss, Richard |
| Aminta                               | Die schweigsame Frau          | Strauss, Richard |
| Le rossignol                         | Le rossignol                  | Stravinskij      |
| Gilda                                | Rigoletto                     | Verdi            |
| Oscar                                | Un ballo in maschera          | Verdi            |
| Nannetta                             | Falstaff                      | Verdi            |
| Uccellino del bosco                  | Siegfried                     | Wagner           |

## Incisioni in studio
| Anno | Titolo Ruolo                                    | Cast                                                     | Direttore                   | Casa                |
| ---- | ----------------------------------------------- | -------------------------------------------------------- | --------------------------- | ------------------- |
| 1960 | Le rossignol L'usignolo                         | Donald Gramm, Loren Driscoll, Elaine Bonazzi             | Igor' Fëdorovič Stravinskij | Sony                |
| 1966 | Un ballo in maschera Oscar                      | Carlo Bergonzi, Leontyne Price, Robert Merrill           | Erich Leinsdorf             | RCA                 |
| 1967 | Don Giovanni Zerlina                            | Dietrich Fischer-Dieskau, Birgit Nilsson, Martina Arroyo | Karl Böhm                   | Deutsche Grammophon |
|      | Il re pastore Aminta                            | Luigi Alva, Lucia Popp, Nicola Monti                     | Dennis Vaughn               | RCA                 |
|      | Rigoletto Gilda                                 | Cornell MacNeil, Nicolai Gedda, Agostino Ferrin          | Francesco Molinari-Pradelli | EMI                 |
| 1968 | Der Schauspieldirektor Mademoiselle Silberklang | Judith Raskin, Sherrill Milnes, Richard Lewis            | André Previn                | RCA                 |
| 1969 | Ariadne auf Naxos Zerbinetta                    | Hildegard Hillebrecht, Tatiana Troyanos, Jess Thomas     | Karl Böhm                   | Deutsche Grammophon |
| 1970 | Le nozze di Figaro Susanna                      | Geraint Evans, Gabriel Bacquier, Teresa Berganza         | Otto Klemperer              | Decca               |
| 1973 | Die Entführung aus dem Serail Blonde            | Arleen Auger, Peter Schreier, Kurt Moll                  | Karl Böhm                   | Deutsche Grammophon |
| 1974 | Der Schauspieldirektor Madame Herz              | Arleen Auger, Peter Schreier, Kurt Moll                  | Karl Böhm                   | Deutsche Grammophon |
| 1975 | Un ballo in maschera Oscar                      | Plácido Domingo, Martina Arroyo, Piero Cappuccilli       | Riccardo Muti               | EMI                 |

## DVD & BLU-RAY
- Mozart, Ratto dal serraglio - Böhm/Araiza/Gruberova/Grist, regia August Everding 1980 Deutsche Grammophon
- Mozart: Le nozze di Figaro (Salzburg Festival, 1966) - Ingvar Wixell/Reri Grist/Walter Berry/Edith Mathis/Karl Böhm, Arthaus Musik
- Strauss R: Ariadne auf Naxos (Salzburg Festival, 1965) - Paul Schöffler/Sena Jurinac/Jess Thomas/Reri Grist, Karl Böhm, Arthaus Musik